# Sabiana Anestor
Sabiana Anestor (ur. 31 marca 1994) – haitańska judoczka. Olimpijka z Tokio 2020, gdzie zajęła siedemnaste miejsce w wadze półlekkiej.
Uczestniczka mistrzostw świata w 2019 i 2021. Startowała w Pucharze Świata w latach 2017-2023. Piąta na igrzyskach Ameryki Środkowej i Karaibów w 2018. Siódma na mistrzostwach panamerykańskich w 2021 roku.
Chorąży reprezentacji na igrzyskach w 2020 roku. 

## Letnie Igrzyska Olimpijskie 2020
| Konkurencja | Eliminacje                        | Klas. końcowa |
| Konkurencja | Przeciwnik I                      | Miejsce       |
| ----------- | --------------------------------- | ------------- |
| 52 kg       | Tetiana Levytska-Shukvani (GEO) P | 17.           |